# China Railway Construction
China Railway Construction (CRCC chinesisch 中国铁道建筑总公司, Pinyin Zhōngguó Tiědào Jiànzhù Zhǒnggōngsī, abgekürzt 中国铁建,  Zhōngguó Tiě Jiàn) ist ein chinesisches, staatliches Bauunternehmen mit Sitz in Peking, das vorwiegend im Bereich Eisenbahnbau tätig ist.
Die China Railway Construction Corporation ist Teil der China Railway Construction Corporation Group. Sie steht in der Liste Fortune Global 500 der Zeitschrift Fortune auf Rang 43 (Stand 2024) der 500 weltgrößten börsennotierten Unternehmen, gemessen am Jahresumsatz.
CRCC hat seine Wurzeln im Eisenbahn-Ingenieurkorps der chinesischen Volksbefreiungsarmee. Im Jahr 2003 wurde die China Civil Engineering Construction Corporation (CCECC) eine hundertprozentige Tochtergesellschaft der CRCC.
Am 5. November 2007 wurde CRCC in eine Aktiengesellschaft mit Sitz in Peking umgewandelt, die seit 2008 an den Börsen von Shanghai und Hongkong notiert ist.
Das Unternehmen ist nicht zu verwechseln mit der China Railway Group (CREC).